# Димитър Стоенчев
Димитър Стоянов Стоенчев (Стоянчев) е български офицер, генерал-лейтенант от артилерията, участник в Балканската (1912 – 1913) и Междусъюзническата война (1913), началник на Техническото отделение от Артилерийската инспекция през Първата световна война (1915 – 1918).

## Биография
Димитър Стоенчев е роден на 16 август 1874 г. в Радомир, Османска империя. През 1896 г. завършва в 17-и випуск на Военното на Негово Княжеско Височество училище и е произведен в чин подпоручик. През 1900 г. е произведен в чин поручик. Същата година като поручик от 2-ри артилерийски полк е командирован за обучение в Михайловската артилерийска академия в Санкт Петрбург, Русия, която завършва през 1904 г. и през следващата година е произведен в чин капитан. Взема участие в Балканската (1912 – 1913) и Междусъюзническата война (1913) и на 18 май 1913 е произведен в чин майор.
През Първата световна война (1915 – 1918) майор Димитър Стоенчев е началник на Техническото отделение от Артилерийската инспекция. На 30 май 1916 г. е произведен в чин подполковник, а на 30 май 1918 в чин полковник. За службата си като началник на Техническото отделение, „за отличия и заслуги през войната“ съгласно заповед № 463 от 1921 г. по Министерството на войната е награден с Орден „Св. Александър“ IV степен с мечове отгоре.
На 15 септември 1923 г. е назначен за началник на Държавната военна фабрика в Казанлък на която служба е до 17 април 1929 г., като междувременно на 6 май 1926 г. е произведен в чин генерал-майор. През 1929 г. със заповед № 65 по Министерството на войната е назначен за инспектор на артилерията. На 30 април 1933 г. и с царска заповед № 18 от същата година е уволнен от служба.
По време на военната си служба е командир на лаборатория в Шуменския огнестрелен склад, началник на окръжната секция на Оръжейната инспекция и началник на артилерията в Софийския укрепен пункт. Автор е на статии в списание Артилерийски преглед.

## Военни звания
- Подпоручик (1896)
- Поручик (1900)
- Капитан (1905)
- Майор (18 май 1913)
- Подполковник (30 май 1916)
- Полковник (30 май 1918)
- Генерал-майор (6 май 1926)
- Генерал-лейтенант (30 април 1933)

## Награди
- Орден „Св. Александър“ IV степен с мечове отгоре (1921)

## Образование
- Военно на Негово Княжеско Височество училище (до 1896)
- Михайловската артилерийска академия в Санкт Петрбург, Русия (1900 – 1904)